# 단독주택

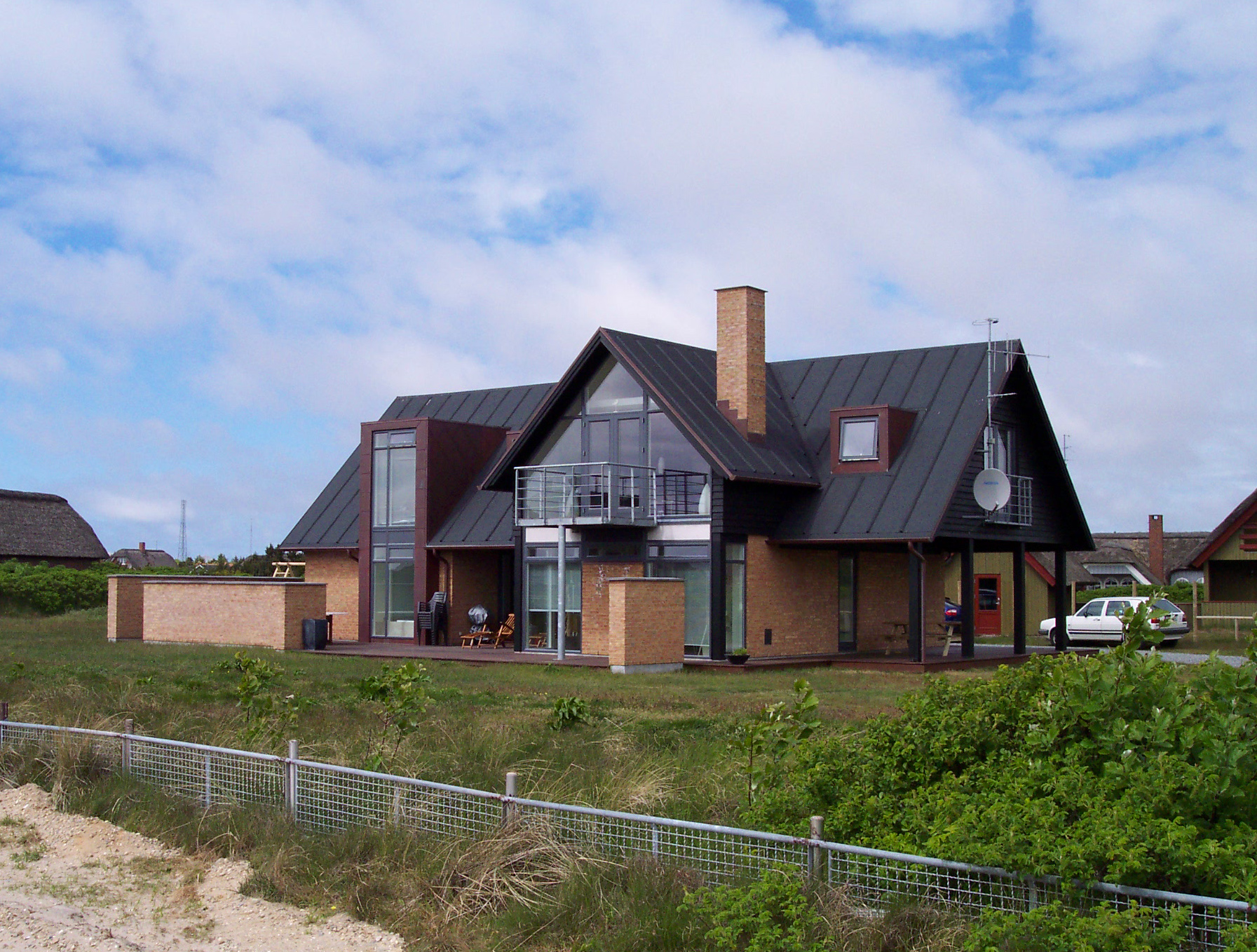
덴마크의 한 단독 주택

단독주택(單獨住宅, 영어: Single-family detached home)은 하나의 건물이 곧 하나의 가구를 이루는 주거형태다. 다세대주택 및 연립주택과 대조되는 개념이다.